# Germaine (Aisne)
Germaine is een gemeente in het Franse departement Aisne (regio Hauts-de-France) en telt 67 inwoners (2009). De plaats maakt deel uit van het arrondissement Saint-Quentin.

## Geografie
De oppervlakte van Germaine bedraagt 4,4 km², de bevolkingsdichtheid is dus 15,2 inwoners per km².
De onderstaande kaart toont de ligging van Germaine (Aisne) met de belangrijkste infrastructuur en aangrenzende gemeenten.

## Demografie
Onderstaande figuur toont het verloop van het inwonertal (bron: INSEE-tellingen).

Vanwege een beveiligingsprobleem met de MediaWiki Graph-software is het momenteel niet mogelijk deze grafiek weer te geven. Zodra de software is bijgewerkt zal de grafiek vanzelf weer zichtbaar worden.